# Hermann Buschmann (Maler)
Hermann Buschmann (* 3. Dezember 1875 in Scharmbeck; † 20. September 1961 in Kallmünz) war ein deutscher Maler. 

## Leben und Wirken
Nach einer Lehre als Dekorationsmaler in Bremen ging Buschmann nach München und nahm Unterricht an der Privatschule von Moritz Weinhold und bei Hermann Groeber, der 1899 die Aktklasse an der privaten Malschule von Ludwig Schmid-Reutte und Paul Nauen übernommen hatte. Im Jahr 1901 siedelte Hermann Buschmann nach Nürnberg über, wo er 1902–1903 die Kunstgewerbeschule besuchte. Ab 1908 war er als freischaffender Künstler tätig. Für die in Fürth im Jahr 1826 eingeweihte Auferstehungskirche hat Buschmann im Auftrag der Kirchengemeinde ein Deckengemälde entworfen und ausgeführt. Dieses entstand 1912/13, als die Kirche eine grundlegende Renovierung erfuhr, bei der anstelle des früheren Flachgewölbes eine Kassettendecke angebracht wurde. Die von Buschmann dargestellte Szene aus dem Alten Testament, Die Bergpredigt, nimmt Bezug auf die sonstige Ausstattung der Kirche, vor allem des großen Altars.
Buschmann war Mitglied der Künstlervereinigungen Die Hütte, Nürnberger Künstlergenossenschaft und Künstler-Klause und In der Zeit des Nationalsozialismus der Reichskammer der bildenden Künste. Ab 1944 nahm er seinen Wohnsitz in Kallmünz, nachdem er in Nürnberg ausgebombt worden war. In Kallmünz lebte er völlig verarmt und starb im Altenheim 1961.
Im Internet werden auf Deutsche Maler – Fränkische Maler zwei Gemälde von Buschmann angeboten, eine Partie an der Pegnitz (Satzinger Mühle) im Ort Hammer bei Nürnberg (ein Aquarell in DIN-A4-Größe) sowie die Stadt Happurg bei Hersbruck (ein Ölbild aus dem Jahr 1925 in den Abmessungen 75 × 120 cm) darstellen.

## Sicher belegte Teilnahme an Ausstellungen in der Zeit des Nationalsozialismus
- 1933: Nürnberg, Norishalle („Nordbayerische Kunstausstellung“)
- 1940 und 1941: Nürnberg, Norishalle („Ausstellung von Werken lebender fränkischer Künstler. Landschaftliche Kunstschau junger Künstler der Gaue Franken, Mainfranken und Bayerische Ostmark“)
- 1940: Nürnberg, Fränkische Galerie („Weihnachtsausstellung Nürnberger Künstler“)